# أرمي مين: آر تي إس (لعبة فيديو)
أرمي مين: آر تي إس (بالإنجليزية: Army Men: RTS) هي لعبة فيديو من نوع إستراتيجية الوقت الحقيقي تم تطويرها بواسطة "بانديميك ستوديو" ونشرتها "ذا ثري دي أو" لأجهزة بلاي ستيشن 2 ومايكروسوفت ويندوز . تم نشر إصدار "غيم كيوب" بواسطة "جلوبال ستار سوفتوير" وتم تطويره بواسطة "كويوتي ديفالوبمونت". تدور اللعبة حول "سارج" وأبطاله في الجيش الأخضر، وهم يقاتلون جيش تان عبر مجموعة متنوعة من ساحات القتال، على مدار 15 مهمة قصة، و8 مهمات "العمليات الخاصة"، و8 "معارك عظيمة". مهمات العمليات الخاصة غائبة عن إصدار الكمبيوتر الشخصي. كانت اللعبة هي آخر لعبة في السلسلة من "شركة ذا ثري دي أو". القصة مبنية بشكل فضفاض على الفيلم نهاية العالم الآن ، حيث يجب على فريق الكوماندوز الأخضر مطاردة العقيد المارق والمجنون "بلينتز".

## طريقة اللعب
تتطلب طريقة اللعب الحصول على موردين واستخراجهما من الخريطة لبناء المباني وانشاء الجنود والمركبات، وهما البلاستيك والكهرباء . يتم أخذ البلاستيك المطلوب من الاشياء المصنوعة من مادة البلاستيك مثل الصحن الطائر وأوعية الكلاب والألعاب المتناثرة حول مستويات اللعبة المختلفة التي تتراوح من الفناء الأمامي إلى طاولة المطبخ. عند تدمير جسم بلاستيكي، تُترك قطعة من البلاستيك خلفها حتى تقوم الشاحنة بـ تجميع البلاستيك والكهرباء، ثم تقوم بإخراجها وتفريغها بالمكنسة الكهربائية. يتم استخلاص الكهرباء من البطاريات والمحامص وأجهزة الاتصال اللاسلكي . يتوقف إنشاء وتحديث معظم المباني وبعض الجنود على بناء بعض المباني.

يستخدم اللاعبون مواردهم لبناء المباني والوحدات. نظرًا لأن كل من في اللعبة لديهم إمكانية الوصول إلى نفس الوحدات، فإن الميزة تكمن في كيفية استخدامها. تقوم بعض المباني بتجميع المركبات وإنتاج الجنود والبعض الآخر يوفر الدفاع. يمكن ترقية مباني الإنتاج لإنتاج وحدات أفضل. إنتاج قوات المشاة رخيص ولكنها ضعيفة، بينما تميل المركبات إلى أن تكون باهظة الثمن ولكن أقوى، حيث تحتاج جميع المركبات كميات من البلاستيك والكهرباء بينما يحتاج الجنود الي البلاستيك فقط. وتتراوح المركبات من الشاحنات ومركبات البناء إلى المروحيات والدبابات والعربات إلى الدمدم، والروبوتات الانتحارية المسلحة بالمفرقعات النارية. أماحدات المشاة فلديها مهام خاصة، وكاسحات الألغام تنزع الألغام المحيطة، والقناصون مميتون من مسافة بعيدة، ورجال الصواريخ يدمرون المباني في وقت قصير.
| استقبال |                                      |
| --- | ------------------------------------ |
| مجموع النقاط المجموع نقاط ميتاكريتيك (PS2) 68/100 [ 3 ] (PC) 67/100 [ 4 ] (GC) 65/100 [ 5 ] نتائج المراجعة نشرة نقاط أول غيم [ 6 ] إلكترونك غيمينغ مونثلي 6.5/10 [ 7 ] غيم إنفورمر 6/10 [ 8 ] غيم ريفولوشن B− [ 9 ] غيم برو [ 10 ] غيم سبوت (PS2) 7.8/10 [ 11 ] (PC) 7.1/10 [ 12 ] (GC) 6.9/10 [ 13 ] غيم سباي 72% [ 14 ] غيم زون 8.5/10 [ 15 ] آي جي إن (PC) 7.7/10 [ 16 ] (PS2) 5.4/10 [ 17 ] نينتندو باور 3.8/5 [ 18 ] مجلة بلاي ستيشن الرسمية (الولايات المتحدة) [ 19 ] بي سي غيمر (الولايات المتحدة) 57% [ 20 ] |                                      |
| مجموع النقاط |                                      |
| المجموع | نقاط                                 |
| ميتاكريتيك | (PS2) 68/100 (PC) 67/100 (GC) 65/100 |
| نتائج المراجعة |                                      |
| نشرة | نقاط                                 |
| أول غيم | [ 6 ]                                |
| إلكترونك غيمينغ مونثلي | 6.5/10                               |
| غيم إنفورمر | 6/10                                 |
| غيم ريفولوشن | B−                                   |
| غيم برو | [ 10 ]                               |
| غيم سبوت | (PS2) 7.8/10 (PC) 7.1/10 (GC) 6.9/10 |
| غيم سباي | 72%                                  |
| غيم زون | 8.5/10                               |
| آي جي إن | (PC) 7.7/10 (PS2) 5.4/10             |
| نينتندو باور | 3.8/5                                |
| مجلة بلاي ستيشن الرسمية (الولايات المتحدة) | [ 19 ]                               |
| بي سي غيمر (الولايات المتحدة) | 57%                                  |

نظرًا لطبيعة كل وحدة في اللعبة، يجب على اللاعبين مواجهة أيًا كان ما يواجهونه بدون بذل أي جهد، يستطيع كادر من القناصة القضاء على كتيبة من المشاة، لكن القناصة سيكونون عاجزين أمام العربات. إن مواجهة العربات بالدبابة من شأنه أن يترك نقطة ضعف للمروحيات، حيث لا يمكن للدبابات احداث الضرر بالمروحيات. يجب على اللاعبين موازنة نقاط القوة والضعف في قواتهم وقوات خصمهم مع موازنة تكلفة إنتاج الوحدات. يمكن تغيير توازن المستويات بعوامل أخرى، مثل عمليات تعزيز القوة، التي يمكنها تحسين السرعة أو استعادة الصحة أو زيادة الضرر لأي لاعب يجدها أولاً. الأبطال، وهم نسخ أقوى من وحدات المشاة العادية، ويمكن أن يتسببوا في أضرار أكبر بكثير من زملائهم قبل تدميرهم. الحشرات، وعلى رأسها النمل، تعمل كوحدات لأي جانب متحالف معها. غالبًا ما تتعامل الأهداف الثانوية لبعض مهام اللاعب الفردي مع أحد هذه الأشياء.

## حبكة
مثل حبكة لعبة "أرمي مين 2"، تحول العقيد المجنون بلينتز من "الجيش الأخضر" إلى "تان"، جنبًا إلى جنب مع الجنود تحت قيادته. كما سيطر على منزل في إحدى الضواحي، وحوله إلى حصنه الشخصي. تم استدعاء سارج من قبل العقيد جريم لاستعادة المنزل مجددًا. يقود سارج الجيش الأخضر في اختراق دفاعات تان وإعادة المنزل. يرافق سارج العديد من أعضاء شركة برافو الذين يقومون بتأمين الفناء الأمامي للمنزل، ويدمرون مصباح الحديقة الذي يوفر الكهرباء لمصانع الكولونيل بلينتز، ويقودون هجومًا على الباب الأمامي ليجدوه مغلقًا. يتصل جريم بـ سارج عبر الراديو ويخبره أنه يمكنهم دخول المنزل من خلال نافذة الـ قبو. بعد تدمير القاعدة الموجودة بجوار النافذة، قفز سارج والأبطال إلى القبو. بمجرد وصولهم إلى الطابق السفلي سارج يسافر مع ريف وسكورش وهوفر وثيك والوافد الجديد بولسييس عبر القبو لمحاربة النمل الناري العملاق. يتصل جريم بسارج عبر الراديو ويخبره أن كولونيل بلينتز أرسل قاذفات قنابل لقتلهم. وصل سارج والأبطال إلى الدرج ومنه إلى المطبخ قبل وصول القاذفات. في المطبخ، يشرف سارج على إعادة بناء قاعدة خضراء تم تدميرها من قوات تان، ويدمر مواقع تان المضادة للطائرات قبل نقله جوًا إلى سطح الحوض. ثم يقود الجيش الأخضر في هجوم على مصنع بناه بلينتز في الحوض، ثم يذهب إلى غرفة المعيشة. هنا، يقوم الأبطال بتأمين جهاز بلاي ستيشن 2 (تم تغييرها لاحقا الي آلة كاريوكي على إصدار غيم كيوب ) والذي كان يستخدمه تان كمصدر للكهرباء. يتصل بهم بلينتز من خلال تلفزيون غرفة المعيشة ويخبر سارج أنهم ليسوا سوى ألعاب. ثم يقوم كولونيل بلينتز بتدمير جهاز بلاي ستيشن 2 في عملية قصف. تنتقل شركة برافو بعد ذلك إلى أسفل الدرج حيث يقومون ببناء قاعدة أخرى ويرافقون القرويين البلاستيكيين إلى بر الأمان عبر غرفة المعيشة. يتسلق سارج وأبطاله الدرج حيث يشقون طريقهم عبر حوض الحمام بينما يلاحقهم النمل بلا توقف. ثم يقفزون من الحوض ليتم حصارهم من قبل قوات تان والقبض عليهم عند دخولهم الغرفة المجاورة. تمكن الوافد الجديد هوفر فقط من التهرب من الأسر ومساعدة الجيش الأخضر في بناء قاعدة والاعتداء على تان لتحرير الأبطال. وصلت شركة برافو إلى العلية ودمرت قطار يستخدمه بلينتز لنقل الموارد إلى قاعدته من أجل جيشه. يشقون طريقهم أبعد إلى الـ علية ليجدوا أن فيكي موجودة هناك بالفعل، ثم استقلوا رحلة مع السلاح الجوي. أخبرتهم فيكي عن القطار الذي يمكنهم ركوبه إلى العلية، ويشق الأبطال طريقهم إلى القطار. يكتشف سارج أن جيش بلينتز يحتجزون ملكة النمل، وهو ما يفسر سبب مهاجمتهم للجيش الأخضر فقط. يمكن للاعب أن يختار تحريرها أم لا، في كلتا الحالتين، يقاتل الخضر في طريقهم إلى قاعدة بلينتز الرئيسية. هنا، يحصن بلينتز نفسه في قلعته، ويجب على الجيش الأخضر طرده. في المشهد الأخير، يقوم سارج بملاحقة بلينتز وانهاء امره، ويهنئه جريم عبر الراديو، ويعده بـ "كعكة وآيس كريم" عندما يعود.

## عدد اللاعبين
إصدار الكمبيوتر الشخصي من أرمي مين: أر تي اس يسمح بتعدد اللاعبين مع ما يصل إلى ثمانية أشخاص. كانت نسخة من جيم سباي أركيد متوافقة مع اللعبة (والتي تم إيقافها لاحقا). يمكن للاعبين التعاون في مباريات متعددة اللاعبين، أو يمكن أن تكون المعركة الجميع ضد بعضه البعض. يفوز الطرف الاخر عندما لا يكون لدى الجانب المنافس مقر رئيسي ولا يمكنه بناء واحد في ثلاث دقائق. وبصرف النظر عن جيم سباي أركيد، يمكن إجراء الاتصالات على شبكة محلية ، أو من خلال اتصال مباشر بين اللاعبين.

## استقبال
أرمي مين: آر تي إس تلقت مراجعات "مقبولة"، وفقًا لمجمع مراجعة ألعاب الفيديو ميتاكريتيك .

## روابط خارجية
- Army Men: RTS على مشروع الدليل المفتوح
- Army Men: RTS at MobyGames